# Edelgard Hansen
Edelgard Hansen (* 1955 in Flensburg) ist eine deutsche Schauspielerin und Regisseurin.

## Leben
Edelgard Hansen wuchs in ihrer Geburtsstadt Flensburg auf und machte zunächst eine Ausbildung zur Erzieherin. Über das Amateurtheater, das der Schauspieldirektor des Theaters Flensburg leitete und bei dem sie bereits während ihrer Berufsausbildung mitwirkte, kam Hansen zum Schauspielberuf.
Nach einem mehrmonatigen Aufenthalt in England ging sie nach Berlin, wo sie am Berliner Mäusetheater, an dem sie das Puppenspiel, Puppenführung und Bildnerisches Gestalten erlernte, ihre ersten professionellen Theatererfahrungen machte. Anschließend absolvierte sie von 1980 bis 1984 ihr Schauspielstudium mit Diplomabschluss an der Universität der Künste (UdK) in Berlin. Ihr erstes Engagement erhielt sie an der Freien Volksbühne  Berlin.
Von 1986 bis 1989 war sie unter der Intendanz von Frank-Patrick Steckel festes Ensemblemitglied am Schauspielhaus Bochum. Ab 1989 war sie als Puppen- und Figurenspielerin beim Fliegenden Theater Berlin, wo sie auch mehrfach Regie führte. Für die Produktionen des Fliegenden Theaters gewann Hansen mehrfach gemeinsam mit Rudolf Schmid, dem Leiter des Fliegenden Theaters, den Jugendtheaterpreis „IKARUS“.
1989 und 1990 spielte sie in der Zeche Herne und im Kroll-Theater Berlin den Monolog Langusten von Fred Denger. Von 1996 bis 1999 war sie mit einem festen Gastvertrag am Stadttheater Konstanz engagiert. Zwischen 1999 und 2011 folgten zahlreiche Gastverpflichtungen, u. a. am Staatstheater Schwerin, Staatstheater Stuttgart, am Altonaer Theater, am Theater der Jugend Wien sowie regelmäßig an verschiedenen Berliner Bühnen (Sophiensaele, Theater am Kurfürstendamm, Vaganten Bühne, Theater unterm Dach).
Am Schauspielhaus Bochum, wo sie zwei eigene Stücke für ein junges Publikum realisierte, erarbeitete sie ihre ersten eigenen Inszenierungen. Seither war sie regelmäßig immer wieder als Theaterregisseurin tätig.
Neben ihrer Theaterarbeit stand Hansen seit Ende der 2000er Jahre auch verstärkt für Film- und TV-Produktionen vor der Kamera. Sie hatte Nebenrollen in Fernsehfilmen und TV-Serien, u. a. in SOKO Leipzig (2012), Familie Dr. Kleist (2013, als Patientin Meier) und SOKO Wismar (2014, als Hausmeisterin Waltmann). In dem Kurzfilm Cord (Regie: Tim Garde) mit Hans-Heinrich Hardt als Zugführer Cord in der Hauptrolle, der Anfang 2020 u. a. beim Filmfestival Max Ophüls Preis und beim Landshuter Kurzfilmfestival lief, spielte Hansen die Rolle der Therapeutin Inge. Von August 2021 bis Januar 2023 spielte sie in der Telenovela Rote Rosen die pensionierte Pastorin und Krankenhausseelsorgerin Dörte Reichard, die Mutter von Jens Reichard (dargestellt von Martin Luding), und Lebensgefährtin von Gunter Flickenschild (Hermann Toelcke). In der 4. Staffel der ZDF-Serie SOKO Hamburg (2022) übernahm sie eine der Episodenrollen als tatverdächtige, kokette Bewohnerin einer Seniorenresidenz.
Hansen arbeitete auch als Hörspielsprecherin. Sie ist Mitglied im Bundesverband der Film- und Fernsehschauspieler (BFFS) und lebt in Berlin.

## Filmografie (Auswahl)
- 2009: Der schwarze Kanal kehrt zurück (Fernsehfilm)
- 2012: SOKO Leipzig: Getrieben (Fernsehserie, eine Folge)
- 2013: Familie Dr. Kleist: Anfänge (Fernsehserie, eine Folge)
- 2014: SOKO Wismar: Omelette Surprise (Fernsehserie, eine Folge)
- 2017: Sissi ohne Franz (Kurzfilm)
- 2019: Mein Freund, das Ekel (Fernsehfilm)
- 2020: Cord (Kurzfilm)
- 2020: Der Usedom-Krimi: Vom Geben und Nehmen
- 2021–2023: Rote Rosen (Telenovela)
- 2022: SOKO Hamburg: Schweig oder stirb (Fernsehserie, eine Folge)
- 2023: 2 unter Millionen (Fernsehfilm)